# Alexandre IV (pape)
Pour les articles homonymes, voir Alexandre et Alexandre IV.
Alexandre IV, né Rinaldo Conti di Segni (Jenne, diocèse d'Anagni, vers 1199 – 25 mai 1261), est le 181e pape de l’Église catholique de 1254 à 1261.
Son pontificat est marqué par les efforts d'unification entre les églises orthodoxe et catholique, la protection des universités, les faveurs accordées aux ordres mendiants dans leur différends avec les séculiers et les tentatives d'organiser des croisades contre les Tartares.
Par sa mère, il fait partie de la famille du pape Grégoire IX, dont il est le neveu, et de la famille du pape Innocent III. Son oncle Grégoire IX le fait cardinal en 1227, puis cardinal-évêque d'Ostie en 1231.

## Pontificat

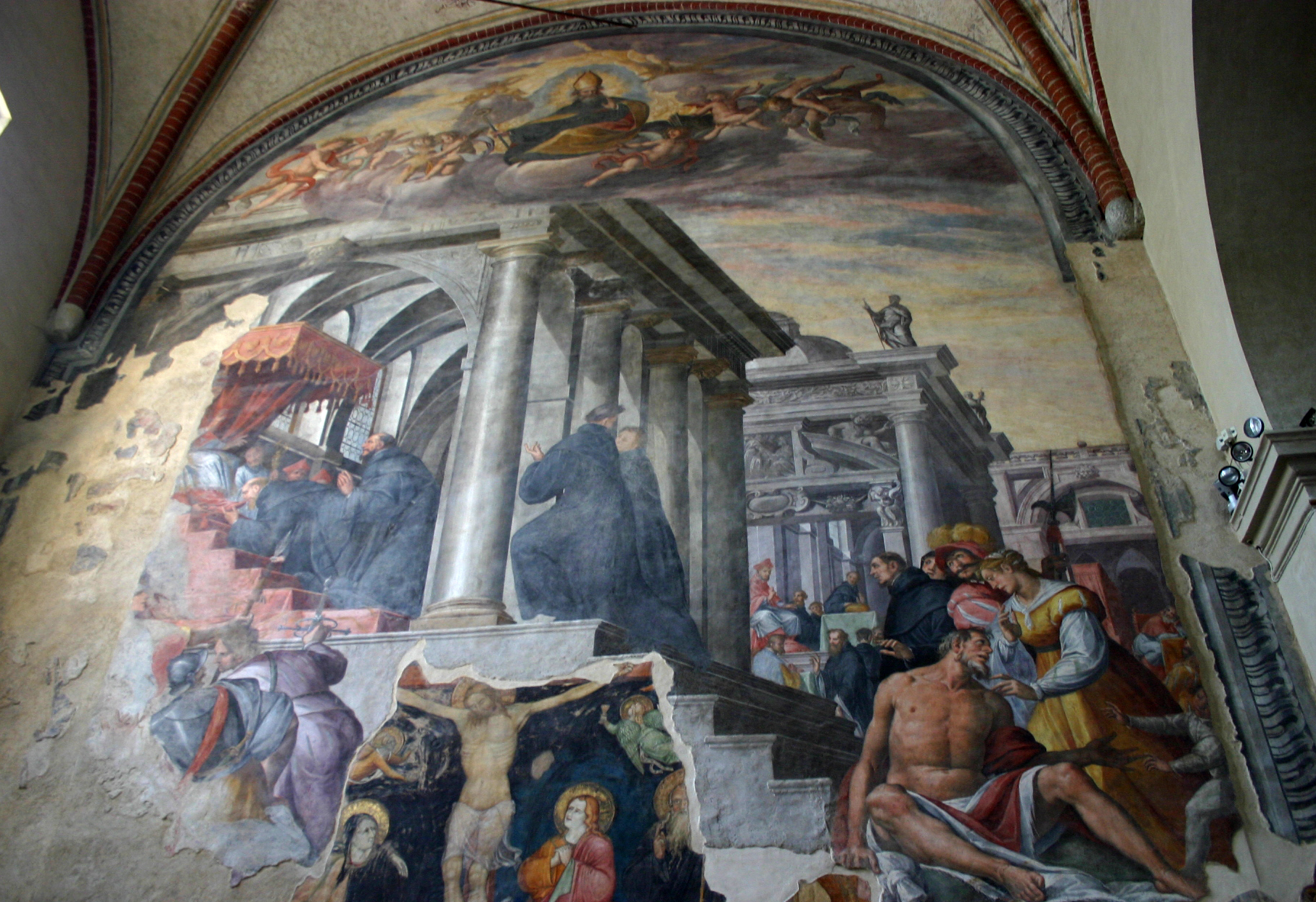
Détail des fresques dans le transept droit de l'église Saint-Marc à Milan (Italie). La fresque principale, par les frères Fiammenghini (le pape Alexandre IV octroie la charte à l'ordre des Augustins), a été en partie grattée pour révéler les fresques du XIVe siècle en dessous. Photo de Giovanni Dall'Orto, 14 avril 2007.

À la mort d'Innocent IV, il est élu pape à Naples le 12 décembre 1254.
Il est décrit comme un homme ferme, accueillant et bon mais sans être particulièrement brillant.
Il succède à Innocent IV en tant que tuteur de Conradin, le dernier descendant des Hohenstaufen, lui promettant sa protection bienveillante. Mais il conspire aussitôt contre lui, puis s'oppose à son oncle Manfred. Alexandre IV menace en vain Manfred d'excommunication et d'interdit. Il ne réussit pas non plus à entraîner les rois d'Angleterre et de Norvège dans une croisade contre la dynastie des Hohenstaufen.
Rome devenant trop proche du parti gibelin, le pape s'établit à Viterbe en 1257, en raison de l'hostilité du peuple et de la bourgeoisie romaine, fomentée par le sénateur Brancaleone degli Andalò. Il fait rénover et agrandir le palais épiscopal de la ville pour en faire le palais des papes de Viterbe, où il meurt en 1261. Ses successeurs y demeureront jusqu'en 1281.

## Bulles
(liste non exhaustive)
- 1254 - confirme et complète la bulle d'Innocent IV en disant que les monastères de l'ordre de Cîteaux seront dispensés de payer aux évêques aucun droit de visite ou de procuration[2].
- 1255 (12 avril) - le pape octroie la licentia ubique docendi à l'université de Salamanque[3]
- 1255 (4 décembre) - commettant l'abbé de l'abbaye Saint-Martin de Nevers pour examiner un rescrit de Rome, obtenu par Girard de La Roche de Beauvoir, évêque d'Autun, touchant le privilège d'exemption, sans avoir déclaré qu'il y avait un litige entre les deux parties. Décision annulée par une bulle du 30 décembre 1255, qui annule également toutes les lettres que l'évêque d'Autun a pu obtenir contre l'abbaye de Saint-Martin d'Autun. Un bref de 1256, commettant le cardinal de Saint-Laurent, puis celui de Sainte-Sabine, pour accorder les parties[4].
- 1255 - autorise les religieux et religieuses de l'ordre de Cîteaux à construire dans leurs granges et fermes des autels et des chapelles pour y célébrer le service divin[5].

### Bibliographie

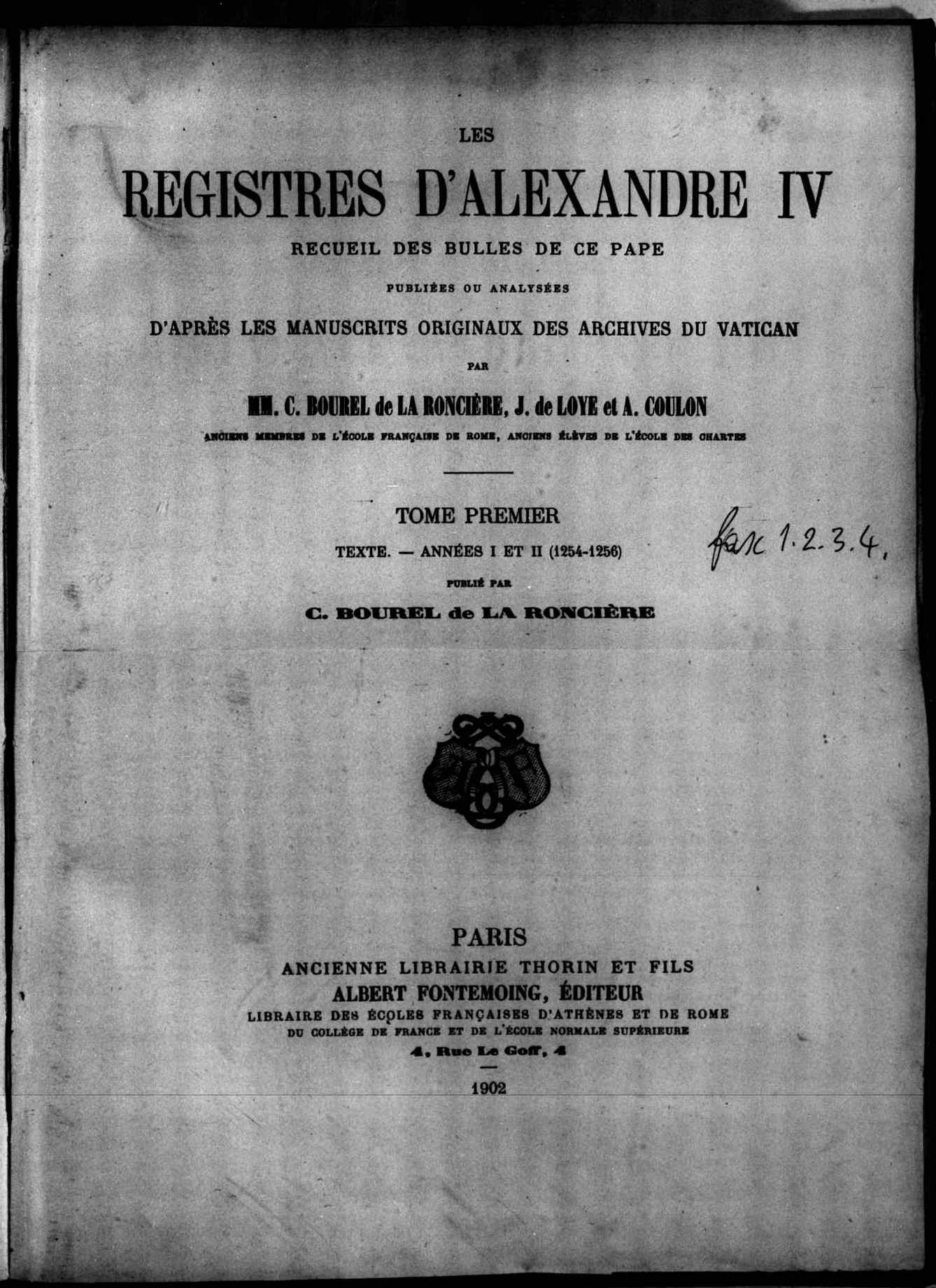
Les registres d'Alexandre IV, 1902